# Dennis Moore
Dennis Moore (Anthony, 8 novembre 1945 – Overland Park, 2 novembre 2021) è stato un politico e avvocato statunitense, membro della Camera dei Rappresentanti per lo stato del Kansas dal 1999 al 2011.

## Biografia
Allievo dell'Università del Kansas Moore si laureò in legge e dopo il servizio militare nell'esercito lavorò come avvocato e procuratore.
Nel 1998 si candidò come democratico alla Camera dei Rappresentanti e riuscì ad ottenere un seggio sconfiggendo il deputato repubblicano in carica Vince Snowbarger.
Da quel momento in poi Moore venne sempre rieletto e servì al Congresso per altri cinque mandati. Nel 2010 annunciò il proprio ritiro dalla politica e nelle elezioni seguenti sua moglie Stephene si candidò per il suo seggio; la signora Moore tuttavia non ebbe lo stesso successo elettorale di suo marito e venne sconfitta dal repubblicano Kevin Yoder.
Nonostante Moore fosse membro della Blue Dog Coalition e della New Democrat Coalition (si proponeva quindi come un centrista), si trovò più volte ad assumere posizioni liberali ad esempio in materia di aborto.